# Mae Marsh
Mary Wayne Marsh (Madrid, Nuevo México; 9 de noviembre de 1894-Hermosa Beach, California; 13 de febrero de 1968), conocida artísticamente bajo el seudónimo de Mae Marsh; fue una actriz estadounidense, con una carrera que abarcó más de cincuenta años.

## Biografía

### Primeros años
Su nombre completo era Mary Wayne Marsh, y nació en Madrid, Nuevo México. Su padre, auditor ferroviario, falleció cuando ella tenía cuatro años de edad. La familia se mudó a San Francisco, California, muriendo su padrastro en el terremoto de San Francisco de 1906. Entonces, su tía abuela se llevó a Mae y a Marguerite, su hermana mayor, a Los Ángeles, California, esperando que surgieran oportunidades de trabajo como extras en los estudios cinematográficos de la zona.  
Frente a los datos biográficos dados, otras fuentes afirman que su padre, S. C. Marsh, era camarero en vez de auditor ferroviario, y que estaba vivo en junio de 1900, cuando Mae Marsh tenía casi seis años. Además, su padrastro, William Hall, no habría muerto en el terremoto de 1906, y seguiría vivo en 1910, según datos del censo.
Marsh trabajó como vendedora, perdiendo el tiempo entre los platós mientras su hermana mayor participaba en un film, y observando sus progresos. Finalmente se inició como extra en varias películas, e interpretó su primer papel protagonista en el film Ramona (1910), a los 15 años de edad.

### Carrera

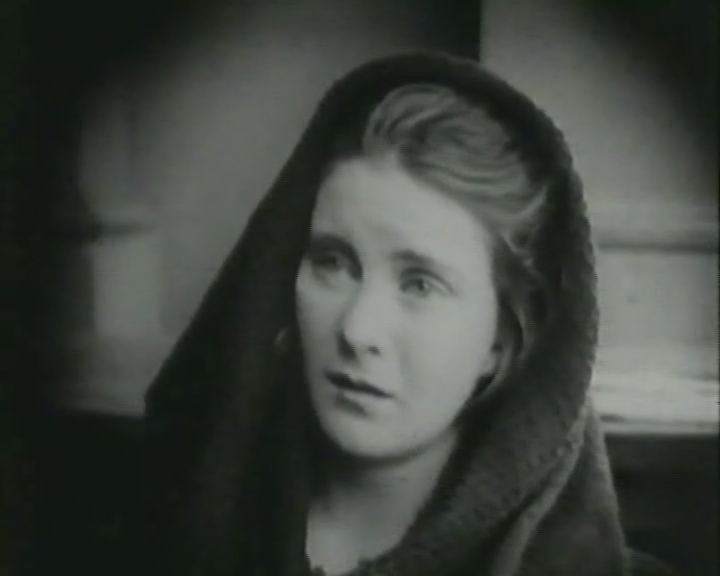
Mae Marsh en Intolerancia, 1916

Marsh trabajó con D. W. Griffith interpretando pequeños papeles en producciones de los estudios Biograph, llegando su oportunidad cuando Mary Pickford, estrella de Biograph y mujer casada en aquel tiempo, rehusó hacer el papel de Lily-White en Man's Genesis, ya que debía mostrar desnudas sus piernas. Griffith anunció que si Pickford no participaba en Man’s Genesis, tampoco actuaría en su siguiente película, The Sands of Dee. Finalmente, Marsh interpretó ambas películas. 
Marsh fue una prolífica actriz a las órdenes de Mack Sennett y D. W. Griffith, llegando a trabajar en ocho títulos anuales, siendo a menudo emparejada con Robert Harron en papeles románticos. Dos de sus papeles más relevantes fueron los que hizo en El nacimiento de una nación (1915) y en Intolerancia (1916). 
Firmó un lucrativo contrato con Samuel Goldwyn tras rodar Intolerancia, con un salario de 2500 dólares semanales, pero ninguno de los títulos filmados con él tuvo un gran éxito. Tras su boda con Lee Arms, un agente publicitario de Goldwyn, en 1918, pasó a rodar alrededor de una película al año. 
El último papel protagonista destacado de Marsh fue el de Flapper en la película de The White Rose en 1923, con Ivor Novello y Carol Dempster. Volvió a trabajar con Novello en 1925 para la versión filmada del éxito teatral del actor, The Rat.

### Cine sonoro
Marsh volvió de un retiro temporal para actuar en el cine sonoro, interpretando un papel en la versión dirigida por Henry King de Over the Hill (1931). Poco a poco fue dedicándose a los papeles de carácter, trabajando en las siguientes décadas de este modo. Así, participó en numerosos filmes muy populares, como por ejemplo Rebecca of Sunnybrook Farm (1932) y Little Man, What Now? (1934). También fue una de las favoritas del director John Ford, trabajando en The Grapes of Wrath (1940), ¡Qué verde era mi valle! (1941), 3 Godfathers (1948), y The Searchers (1956).
Por su actividad cinematográfica, a Marsh se le concedió una estrella en el Paseo de la fama de Hollywood, en el 1600 de Vine Street.

## Vida personal
Se casó con el agente de publicidad de Sam Goldwyn, Louis Lee Arms, en 1918. La pareja tuvo tres hijos, y permanecieron unidos hasta fallecer la actriz en 1968 en Hermosa Beach, California, a causa de un ataque cardiaco. Fue hermana de Marguerite Marsh, actriz, y de Oliver Marsh, cineasta. Louis Arms falleció en 1989, a los 101 años de edad. El matrimonio fue enterrado en el Cementerio Pacific Crest de Redondo Beach, California.

## Filmografía muda
- Ramona (1910)
- Serious Sixteen (1910)
- Fighting Blood (1911)
- The Siren of Impulse (1912)
- A Voice from the Deep (1912)
- Just Like a Woman (1912)

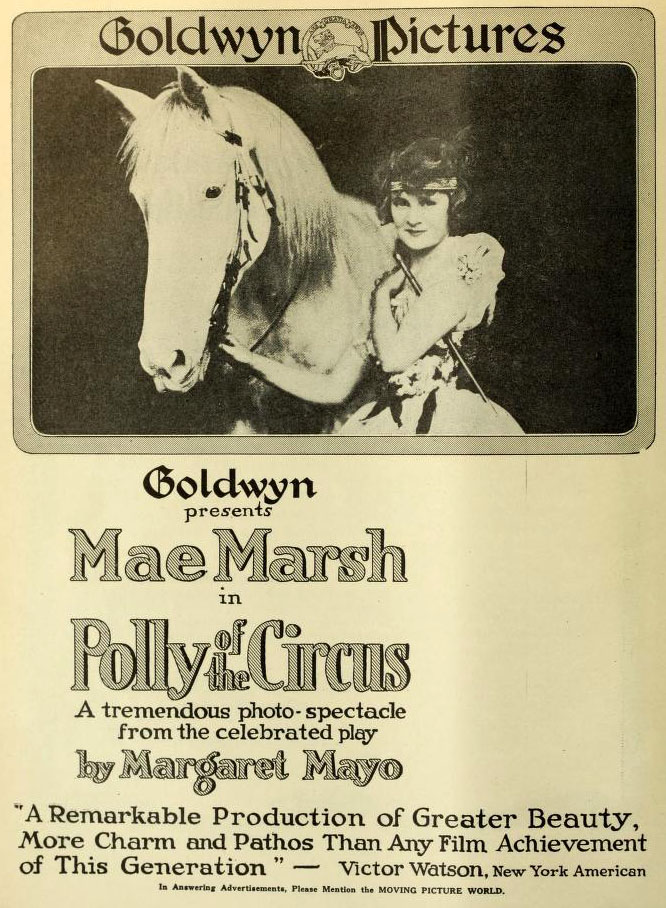
Polly of the Circus (1917)

- One Is Business, the Other Crime (1912)
- The Lesser Evil (1912)
- The Old Actor (1912)
- A Beast at Bay (1912)
- When Kings Were the Law (1912)
- Home Folks (1912)
- A Temporary Truce (1912)
- Lena and the Geese (1912)
- The Spirit Awakened (1912)
- The School Teacher and the Waif (1912)
- An Indian Summer (1912)
- Man’s Genesis (1912)
- The Sands of Dee (1912)
- The Inner Circle (1912)
- The Kentucky Girl (1912)
- The Parasite (1912)
- Two Daughters of Eve (1912)
- For the Honor of the Seventh (1912)
- Brutality (1912)
- The New York Hat (1912)
- The Indian Uprising at Sante Fe (1912)
- Three Friends (1913)
- The Telephone Girl and the Lady (1913)
- An Adventure in the Autumn Woods (1913)
- The Tender Hearted Boy (1913)
- Love in an Apartment Hotel (1913)
- Broken Ways (1913)
- A Girl’s Stratagem (1913)
- Near to Earth (1913)
- Fate (1913)
- The Perfidy of Mary (1913)
- The Little Tease (1913)
- The Lady and the Mouse (1913)
- If We Only Knew (1913)
- The Wanderer (1913)
- His Mother’s Son (1913)
- A Timely Interception (1913)
- The Mothering Heart (1913)
- Her Mother’s Oath (1913)
- The Reformers (1913)
- Two Men of the Desert (1913)
- Primitive Man (1913)
- Influence of the Unknown (1913)
- For the Son of the House (1913)
- Judith de Bethulia (1913)
- The Battle at Elderbush Gulch (1913)
- Brute Force (1913)
- The Great Leap: Until Death Do Us Part (1913)
- Home, Sweet Home (1914)
- The Escape (1914)
- The Avenging Conscience (1914)
- Moonshine Molly (1914)
- El nacimiento de una nación (1915)
- The Outcast (1915)
- The Outlaw’s Revenge (1915)
- The Victim (1915)
- Her Shattered Idol (1915)
- Big Jim’s Heart (1915)
- Hoodoo Ann (1916)
- A Child of the Paris Streets (1916)
- The Wild Girl of the Sierras (1916)
- The Marriage of Molly-O (1916)
- Intolerancia (1916)
- The Little Liar (1916)
- The Wharf Rat (1916)
- Polly of the Circus (1917)
- Sunshine Alley (1917)
- The Cinderella Man (1917)
- Field of Honor (1918)
- The Beloved Traitor (1918)
- The Face in the Dark (1918)
- All Woman (1918)
- The Glorious Adventure (1918)
- Money Mad (1918)
- Hidden Fires (1918)
- The Racing Strain (1918)
- The Bondage of Barbara (1919)
- Spotlight Sadie (1919)
- The Mother and the Law (1919)
- The Little ’Fraid Lady (1919)
- Nobody’s Kid (1920)
- Till We Meet Again (1920)
- The Flames of Passion (1920)
- The White Rose (1923)
- Paddy the Next Best Thing (1923)
- Daddies (1924)
- Arabella (1924)
- Tides of Passion (1925)
- The Rat (1925)
- Racing Through (1928)